# What's Up, Tiger Lily?
What's Up, Tiger Lily? (Lily, la tigresa) es la primera película dirigida por el director neoyorquino Woody Allen. Originalmente era una película japonesa titulada Kagi no kag (algo así como Llave de llaves), pero Allen la dobló, cambió el montaje y la banda sonora, y creó una compleja trama centrada en una receta de ensalada de huevo secreta.
La idea de hacer una película de este tipo fue de Henry Saperstein. Pero el guion fue encargado a Allen, quien se reunió con un grupo de amigos en el hotel Stanhope en Nueva York y crearon un nuevo guion en pocas semanas. 

## Sinopsis
Hablar de argumento o de trama en esta película es complicado. Se desarrollan gags y chistes a montones durante toda la película, basados en su mayoría en estereotipos asiáticos. Sin embargo, sí que existe una trama central en la película: envuelve al agente Phil Moskowitz, contratado por el Excelentísimo Gran Majah Superior de Raspur (un país inventado) para encontrar la receta secreta de la ensalada de huevo que alguien le robó.

## Producción
Cuando le preguntaron a Woody Allen si esta era la primera vez que esto se hacía, él bromeó asegurando que Lo que el viento se llevó también era originalmente una película japonesa y fue doblada.
En la posproducción de What's up, Tiger Lily, se amplió el montaje de una hora de Allen, sin su consentimiento, hasta llegar a los 80 minutos, añadiendo escenas de persecución de la precuela japonesa de Kagi no Kag que es, en realidad, una trilogía. Además se añadieron actuaciones de la banda The Lovin' Spoonful. Esto llevó a Woody Allen a asegurarse el control total de sus obras a partir de entonces.
Entre los actores de doblaje de la película se encuentra Louise Lasser, esposa de Allen por aquel entonces, y Mickey Rouse, colaborador de Allen como guionista en películas posteriores como Bananas y Toma el dinero y corre.

## Banda sonora original
El álbum de la banda sonora original de la película vio la luz en 1966. Contiene música de la banda The Lovin' Spoonful. Alcanzó el número 126 en la lista Billboard.

### Canciones
1. "Introduction to Flick" (2:14)
2. "Pow!" (2:26)
3. "Gray Prison Blues" (2:04)
4. "Pow Revisited" (2:26)
5. "Unconscious Minuet" (2:05)
6. "Fishin' Blues" (1:59)
7. "Respoken" (1:48)
8. "Cool Million" (2:02)
9. "Speakin' of Spoken" (2:41)
10. "Lookin' to Spy" (2:29)
11. "Phil's Love Theme" (2:23)
12. "End Title" (4:06)

- Datos: Q971865